# 207013 Fischetti
207013 Fischetti este o planetă minoră (asteroid) din centura de asteroizi. A fost descoperită pe 11 octombrie 2004 la Observatorul Național Kitt Peak de Marc Buie⁠(d). 
Obiectul prezintă o orbită caracterizată de o semiaxă mare de 2,5207524194779 UAi, o excentricitate de 0,15414973799877, o înclinație de 1,3079912082202 ° în raport cu ecliptica.